# Château de Sermange
Le château de Sermange est un château situé sur la commune de Sermange, dans le département français du Jura.

## Histoire
La construction débute entre 1717 et 1727. Plusieurs modernisations : en 1762 d'abord puis au début du XXe siècle.
Est inscrit au titre des monuments historiques en 2000 l'ensemble suivant : « bâtiments en totalité, y compris les décors immeubles par destination ; portails ; murs de clôture des cours et du parc ».

## Galerie

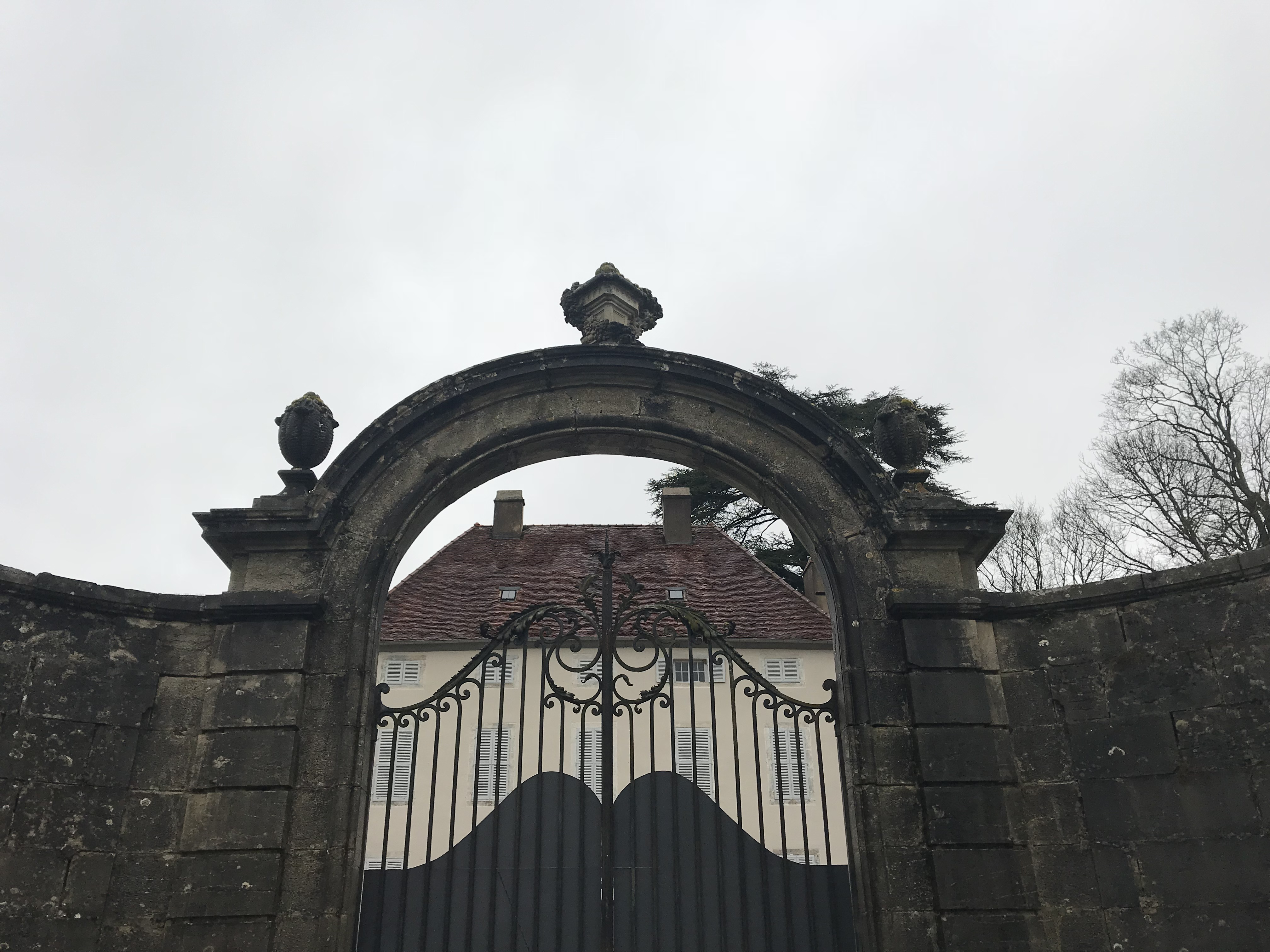
La grille du château.
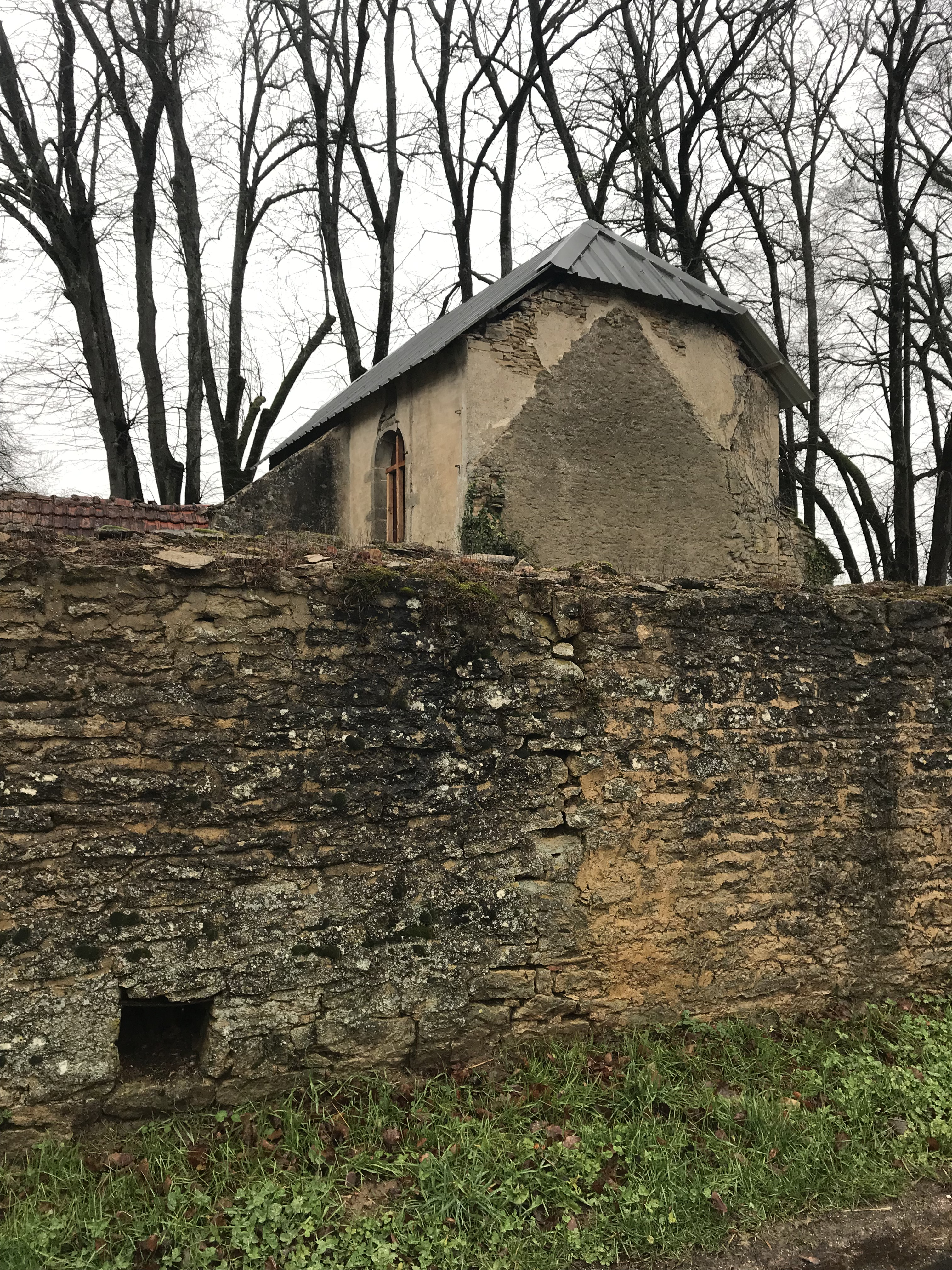
Aperçu de la chapelle du domaine.